# Billy Idol (álbum)
Billy Idol es el primer álbum de larga duración del músico y cantante británico de rock Billy Idol (después de su EP debut Don't Stop de 1981). Precedido en 1982 por el sencillo "Hot in the City", el álbum se lanzó en julio de 1982. Después de que el siguiente sencillo del álbum, "White Wedding", entrara en el Top 40 un año después, Billy Idol se relanzó con la adición del sencillo "Dancing with Myself". "Hot in the City" cosechó más éxito cuando se relanzó en el Reino Unido en 1988, llegando al puesto número 13 de la lista de sencillos británica.
El LP llegó al puesto número 45 de la lista de álbumes Billboard 200 y fue certificado oro en 1983.

## Lista de canciones
1. "Come On, Come On" – 4:00
2. "White Wedding" – 4:12
3. "Hot in the City" – 3:38
4. "Dead On Arrival" – 3:55
5. "Nobody's Business" – 4:06
6. "Love Calling" – 4:56
7. "Hole In The Wall" – 4:11
8. "Shooting Stars" – 4:34
9. "It's So Cruel" – 5:11
10. "Dancing with Myself" – 3:20

- el lanzamiento original incluía "Congo Man" (0:48) en lugar de "Dancing With Myself"

## Personal
- Billy Idol — voz, guitarra
- Steve Stevens — guitarra, bajo, sintetizador, teclados
- Phil Feit — bajo
- Steve Missal — batería